# دنهورن
دنهورن (به هلندی: Den Hoorn) یک منطقهٔ مسکونی در هلند است که در میدن-دلف‌لاند واقع شده‌است. دنهورن ۸٬۰۴۱ نفر جمعیت دارد.